# 藏区总管
藏区总管（藏語：གཙང་སྤྱི་ཁྱབ་），又譯日喀则基巧，是西藏噶廈政府設置的一個基巧（地級行政區），在今西藏自治区中部。
1910年代始置。行政机构驻日喀则宗（今日喀则市）。辖日喀则、南木林、定结、色仁孜、协嘎尔、聂拉木、吉隆、宗嘎、萨嘎、帕里、仁布、白朗、江孜等宗和拉布、嘉错、邻噶尔、萨迦、定日、杜穷、汪丹、绒辖等谿。
1954年改置為中華人民共和國的藏區基巧，1955年撤销，辖区分别划归日喀则、江孜二办事处。